# Flüchtlingskoordinator
Flüchtlingskoordinator war ein von mehreren Staatsregierungen in Mitteleuropa im Rahmen der Flüchtlingskrise 2015 geschaffenes Amt zur Koordination der Unterbringung, Versorgung und Verteilung von Asylwerbern, subsidiär Schutzberechtigten und sonstigen Personen.
In Österreich wurde dieses Amt auf Bundesebene offiziell als Regierungsbeauftragter für die Bereitstellung menschenwürdiger Unterbringung von Flüchtlingen mit Oktober 2015 geschaffen und bestand bis Ende September 2016. Amtsinhaber waren aufgrund der guten Kontakte in die Landes- und Gemeindepolitik die im Raiffeisen-Sektor tätigen Manager Christian Konrad und Ferry Maier. Aufgabe der Flüchtlingskoordinatoren war vor allem, die Verteilung der Asylberechtigten auf die für die Versorgung zuständigen Länder sicherzustellen. 
Die Gemeinde Wien setzte ebenfalls einen Flüchtlingskoordinator ein, dort bekleidete dieses Amt der SPÖ-Politiker Peter Hacker.